# DR 252 sorozat
A DB 156 sorozat, korábbi keletnémet számán DR 252 sorozat, egy keletnémet fejlesztésű Co'Co' tengelyelrendezésű villamosmozdony-sorozat 1991-ből, melyből összesen mindössze 4 darab mozdony készült. Nagyobb megrendelésére az NDK megszűnése és a keletnémet ipar összeomlása miatt nem került sor. Az elkészült 4 darab mozdony különféle belső technikai megoldásokkal épült a legjobb megoldás kikísérletezésére. A mozdonyok Drezdában voltak állomásítva, a környékbeli vonalakon gyorsvonatokat, InterRégió-vonatokat és tehervonatokat továbbítottak. 1994 után a Deutsche Bahn a 4 darab mozdonyt nem tudta gazdaságosan kihasználni, ezért sokévi drezdai állomásítás után eladta a sorozatot a MEG magánvasútnak, ahol jelenleg is üzemelnek.

## Festések
| Festés       | Festés   |
| 1994-ben     | 1994-ben |
| Mozdony      | Festés   |
| ------------ | -------- |
| 156 001 (DR) |          |
| 156 002      |          |
| 156 003      |          |
| 156 004      |          |
| 2002-ben     |          |
| Mozdony      | Festés   |
| 156 001      |          |
| 156 002      |          |
| 156 003      |          |
| 156 004      |          |
| 2007-ben     |          |
| Mozdony      | Festés   |
| MEG 801-803  |          |
| MEG 804      |          |

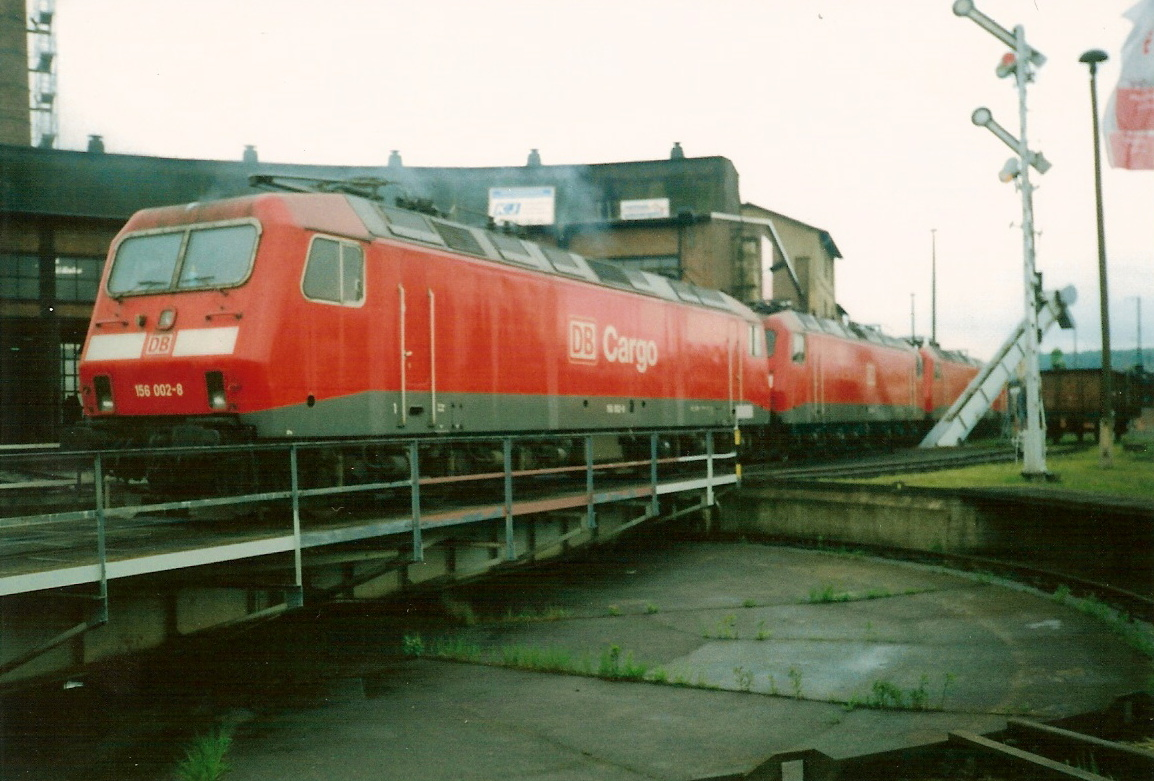
A 4 db 156-os mozdony különböző DB Cargo festésekben Drezdában
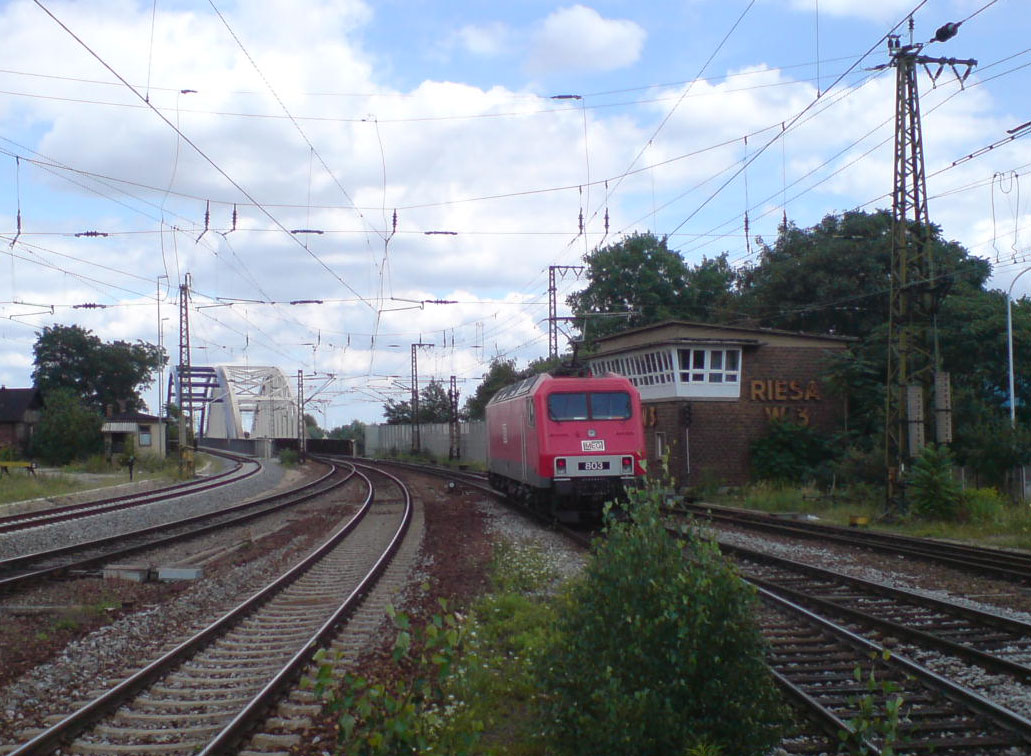
A MEG 803 Riesa-ban az új MEG-festésben

### Könyvek
- Dieter Bäzold, Günther Fiebig: Deutsches Lok-Archiv: Elektrische Lokomotiven. Transpress-Verlag, Berlin 1992 ISBN 3-344-70748-5
- Michael Dostal: Baureihen 112, 143. Moderne Elektrolokomotiven für ganz Deutschland. GeraMond Verlag, München 2000 ISBN 3-932785-50-9
- Thomas Estler: Das große Lokomotivtypenbuch. Transpress-spezial, Transpress-Verlag, Stuttgart 2004, S. 212 ISBN 3-613-71247-4

### Újságok és cikkek
- Christian Urbanke: Moderne Steuer- und Informationstechnik auf Bahnfahrzeugen (spez. SIBAS). In: Glasers Annalen: Zeitschrift für Eisenbahnwesen und Verkehrstechnik. Nr. 110, Juni/Juli 1986, S. 223–231, ISSN 0373-322X
- Eisenbahn-Kurier 3/91, 5/91, 10/91, 07/01, 01/03, 09/03, 10/03, 11/03-01/04, EK-Verlag, Freiburg ISSN 0170-5288
- Ekkehard Gärtner / Horstmar Seyfarth: Die neue elektrische Lokomotive der Baureihe 156 der Deutschen Reichsbahn. In: Glasers Annalen: Zeitschrift für Eisenbahnwesen und Verkehrstechnik. Nr. 116, Oktober 1992, S. 406–415, ISSN 0373-322X
- LOK Report 8/91, 5/92, 6/92, 12/93, Arbeitsgruppe LOK Report e. V. ISSN 0344-7146
- Miba: die Eisenbahn im Modell 06/01, MIBA-Verlag ISSN 0723-3841